# Станкович, Бранкица
Бранкица Станкович (серб. Бранкица Станковић; род. октябрь 1975, Белград, СФРЮ) — сербская журналистка. Была главным редактором телепрограммы Insajder на телеканале B92, которая посвящена журналистским расследованиям на тему преступности и коррупции в Сербии.

## Биография

### Ранняя жизнь
Станкович родилась в октябре 1975 года в Белграде, Сербия (тогда СФРЮ). После окончания средней школы поступила в школу актёрского мастерства, которую окончила через два года.

### Карьера
В 1996 году начала работать журналистом в компании RTV Studio B, но уже в 1997 году она перешла в радиостанцию канала B92. В 1990-х годах B92 был известен как независимый, продемократический канал новостей в отличие от других СМИ, которые зависели от коррумпированного режима тогдашнего президента Слободана Милошевича. На протяжении своей карьеры Бранкица Станкович была редактором новостных программ радио B92 и сценаристом для таких еженедельных программ как: Jutopija и Apatrija. Она также работала иностранным корреспондентом Шведского радио и немецкого Westdeutscher Rundfunk.
В 2004 году на телеканале B92 вышла телепрограмма Insajder, главным редактором которой стала Станкович. В программе разоблачались политическая коррупция и преступность в Сербии. Начиная с 2004 года вышло 19 сезонов телепрограммы, по два ежегодно, причем каждый сезон содержал от двух до девяти эпизодов, в целом вышло 82 эпизода. Первый сезон Insajder посвящен политическим аспектам убийства премьер-министра Сербии Зорана Джинджича. Следующие программы были посвящены делу таможенной мафии, контрабанде сигарет и тайном перерасчёте государственных средств на Кипр. Это расследование привело к аресту бывшего директора таможенного бюро Михаля Кертеса Кроме того расследовали коррупцию в государственной компании РБ «Колубара», связи между политиками и футбольными хулиганами и другими экстремистскими группами, коррупцию с приватизацией государственных компаний, коррупцию в компании РТБ «Бор» и много других важных случаев политической коррупции и преступности.
После расследования о связях лидеров футбольных хулиганов с мафией и политиками в 2009 году Станкович получала многочисленные угрозы.
В 2014 году Станкович удостоена награды «Мужество в журналистике», которую присуждает Международный женский медиа-фонд (IWMF).